# Neoathyreus purpureipennis
Neoathyreus purpureipennis är en skalbaggsart som beskrevs av John Obadiah Westwood 1848. Neoathyreus purpureipennis ingår i släktet Neoathyreus och familjen Bolboceratidae. Inga underarter finns listade i Catalogue of Life.